# Iida Tatsumi
Tatsumi Iida (sinh ngày 22 tháng 7 năm 1985) là một cầu thủ bóng đá người Nhật Bản.

## Sự nghiệp câu lạc bộ
Tatsumi Iida đã từng chơi cho Tochigi SC, Yokohama FC và Kataller Toyama.